# Ahmed Madan
Pour les articles homonymes, voir Madan.
Ahmed Madan, né le 25 août 2000, est un coureur cycliste bahreïnien.

## Biographie
En 2021, Ahmed Madan rejoint la formation Bahrain Victorious, devenant ainsi le premier coureur bahreïni à rejoindre une équipe World Tour,. Il commence sa saison au mois de mai sur le Tour de Hongrie.

## Palmarès
- 2022
  -  Champion d'Asie du contre-la-montre espoirs
  -  Médaillé d'or du contre-la-montre aux Jeux de la solidarité islamique
  -  Champion du Bahreïn sur route
- 2023
  -  Médaillé d'argent du contre-la-montre des Jeux panarabes
- 2024
  - 2e du championnat du Bahreïn du contre-la-montre
  - 2e du championnat du Bahreïn sur route
- 2025
  - Volta als Ports d'Andorra

### Classements mondiaux
| Année                                 | 2022 | 2023  | 2024  |
| ------------------------------------- | ---- | ----- | ----- |
| Classement mondial                    | 538e | 1584e | 1175e |
| UCI Asia Tour                         | 20e  | nc    | 79e   |
|                                       |      |       |       |
| Légende : nc = non classéSource : UCI |      |       |       |